# Syzygium canicortex
Syzygium canicortex, conocido comúnmente como satinash amarillo, es un árbol de la familia Myrtaceae, nativo de Queensland, Australia, descrito por primera vez en 1983.

## Descripción
Syzygium canicortex es un árbol que puede crecer hasta unos 35 m de alto y 1 m de diámetro, y los troncos pueden ser reforzados o estriados. Las hojas están dispuestas en pares opuestos en pequeñas ramitas de aproximadamente 1 mm de diámetro. Tienen forma ovalada a elíptica y suelen tener una punta de goteo inusualmente larga. Miden en promedio unos 3,4 cm de largo por 1,4 cm de ancho y están sostenidas por un pecíolo de hasta 5 mm de largo. El nuevo crecimiento es de color rojo oscuro, y va cambiando gradualmente al verde.
Las flores se producen principalmente en las axilas de las hojas, y en su mayoría, son solitarias, aunque rara vez se presentan en racimos de pocas flores. El brote en desarrollo está cubierto por un casquete (conocido como opérculo) que se desprende en la madurez junto con los pétalos adheridos. El hipanto se estrecha gradualmente hacia el pedicelo (tallo de la flor), los estambres son numerosos, amarillos y miden aproximadamente 5 mm de largo. El estilo mide aproximadamente 7 mm de largo. El fruto es, en términos botánicos, una baya de color rojo de unos 9 mm de diámetro y contiene una sola semilla.

## Taxonomía
Esta planta fue descrita por primera vez en 1983 por el botánico australiano Bernard Hyland, como parte de una importante revisión del género y algunos especies relacionadas. Su artículo, titulado «Una revisión de Syzygium y géneros afines (Myrtaceae) en Australia», fue publicado en el Australian Journal of Botany.

### Etimología
El nombre del género Syzygium proviene de la palabra griega syzgos, que significa 'unido' y hace referencia a las hojas pareadas que muestran los miembros del género. El epíteto de especie canicortex se otorgó en referencia a la corteza gris (en latín, Canus significa gris).

## Distribución y hábitat
El satinash amarillo es endémico de Queensland y se encuentra a lo largo de la costa y las cordilleras costeras desde el área cercana a Rossville, en el norte, hasta el Parque Nacional Paluma Range en el sur. Crece en la selva tropical a altitudes de aproximadamente 80 m a 1400 metros, a menudo sobre tierra de granito.

## Conservación
Syzygium canicortex está catalogado como de menor preocupación según la Ley de Conservación de la Naturaleza del Gobierno de Queensland. A agosto de 2024, no ha sido evaluado por la Unión Internacional para la Conservación de la Naturaleza (UICN).

## Usos
Esta especie se ha utilizado en el pasado como madera estructural y se comcercializa bajo el nombre de 'Yellow Satinash'. La madera tiene una gravedad específica de 0,7 a 0,73.

## Galería

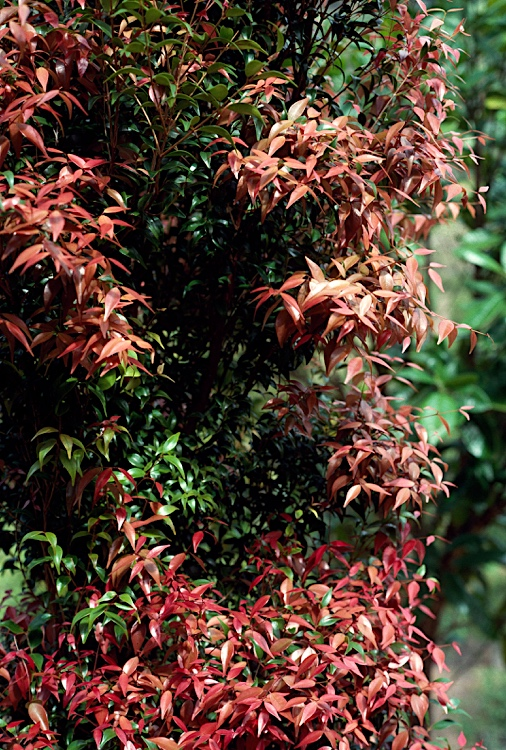
Follaje nuevo
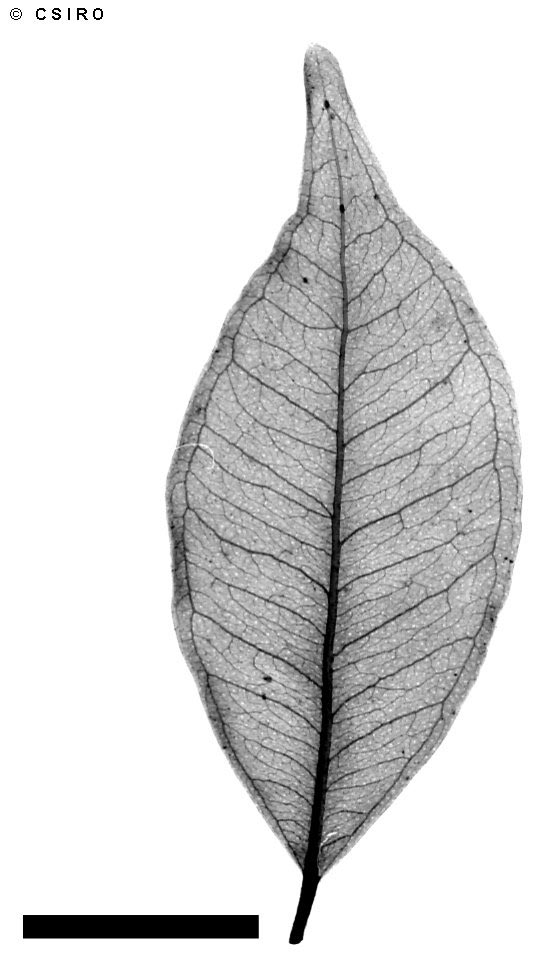
Radiografía foliar
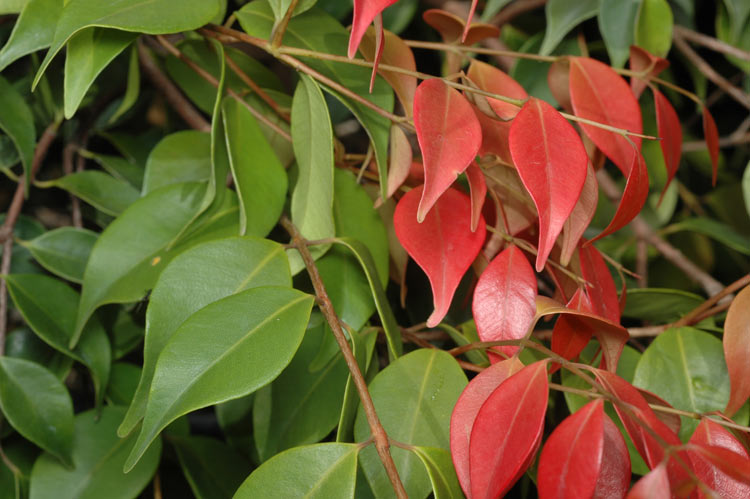
Follaje
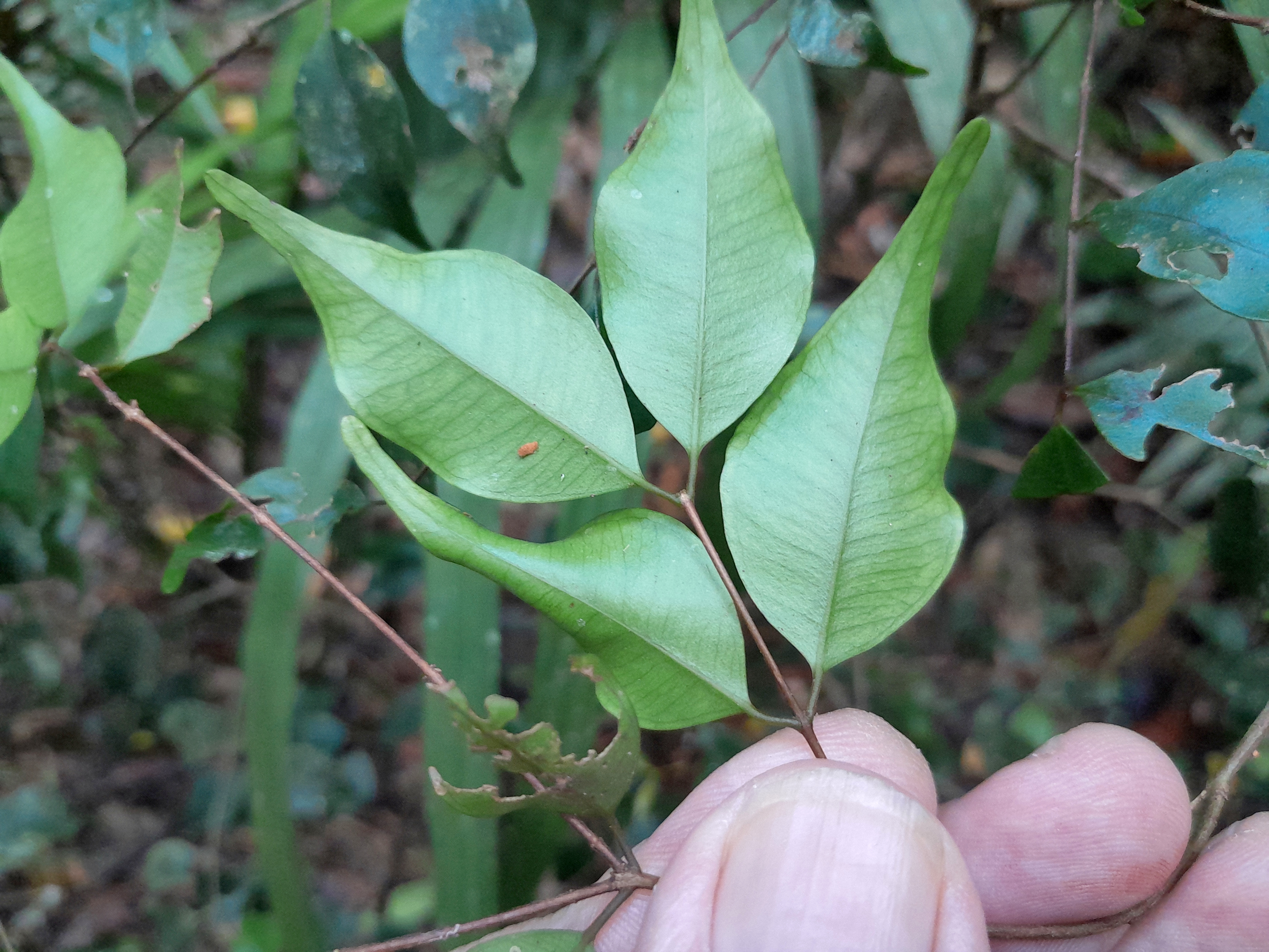
Follaje
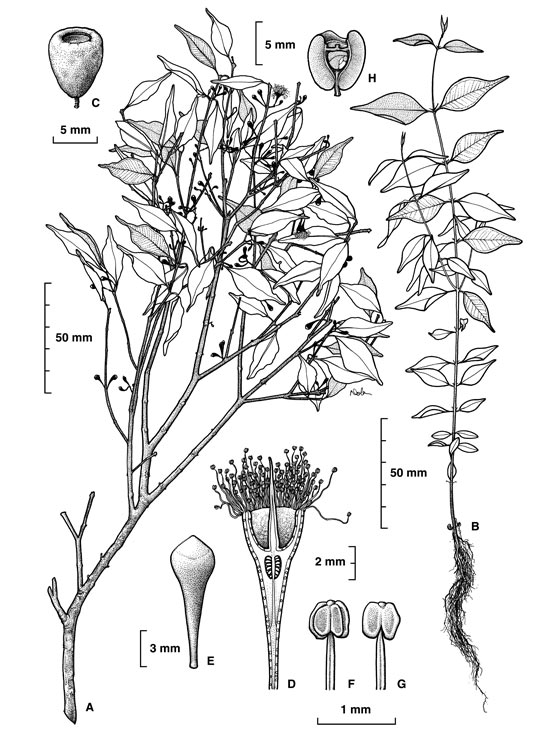
Ilustración botánica